# Evaristo Ciria
Evaristo Ciria Sanz (Calatayud, 26 de octubre de 1802 - Lugar indeterminado, 20 de junio de 1875) fue músico, cantante, compositor, y sacerdote católico español.

## Trayectoria
Con 14 años de edad comenzó estudios de música con el maestro Antonio Bastida en la colegiata de Santa María de Calatayud y cuatro años más tarde formaba parte de la capilla de su capilla como contralto. 
Estudió Teología y fue ordenado presbítero en 1827 y en 1928 oposito a contralto de la Real Capilla de Isabel II, siendo maestro de capilla Hilarión Eslava, sin conseguir el puesto de contralto 1.º, aunque ejerció de contralto 2.º hasta que en diciembre de 1843 fue nombrado por Isabel II contralto 1.º. 
La priora del monasterio de la Encarnación  le ofreció un puesto en el coro del monasterio en el que permaneció hasta la que el convento fue suprimido. 
Posteriormente fue profesor de solfeo y canto en el Real Colegio de Nuestra Señora de Loreto, donde se conserva alguna obra suya.
Como compositor  escribió numerosas obras de música sacra y salmos, villancicos,  oficios y misas de difuntos.
También se dedicó a la construcción de instrumentos musicales.

## Obra

### Coro y acompañamiento
- Domare Cordis, Ps, 4V, e: Mp.
- El Asedio de Tetuán, Himno, ar. p(SR).
- Himno a Santa Isabel, 4V, e: Mp.
- Los Pastores/ Villancico al Niño Jesús. 1V, Hrm.
- La Gitanilla/ Villancico al Niño Jesús. 1V, Hrm.

### Voz y acompañamiento
- Canto del ángel, V, p. u órg.
- Cuenta cuenta pastorcito. Villancico, V, p. u órg.
- La súplica. Villancico, V, y p.

### Coro
- Lamentación 1a del Jueves Santo. Ti I/II/III.
- Lamentación 3a del Jueves Santo. Ti I.[1]